# Nupserha vexator
Nupserha vexator är en skalbaggsart som först beskrevs av Francis Polkinghorne Pascoe 1858.  Nupserha vexator ingår i släktet Nupserha och familjen långhorningar.
Artens utbredningsområde är Sri Lanka. Inga underarter finns listade i Catalogue of Life.